# Winston Zeddemore
Winston Zeddemore är en fiktiv figur som förekommer i Ghostbusters-filmerna och i TV-serierna. Han spelades av Ernie Hudson i båda filmerna och engelska rösten i The Real Ghostbusters av Arsenio Hall under första säsongen, Buster Jones tog över rollen i resten av serien och Winstons gästframträdande i Extreme Ghostbusters, för den svenska versionen av The Real Ghostbusters framfördes hans röst av Peter Sjöquist.

## Fiktiv biografi
Winston Zeddemore letade efter ett jobb, han besökte Ghostbusters högkvarter på en arbetsintervju och blev anställd. I Ghostbusters: Afterlife nämns att han bytte karriär som affärsman. Han återvände dock tillbaka som spökjägare tillsammans med sina kollegor för att fånga Gozer i Summerville, Oklahoma.
Till skillnad från de andra medlemmarna i Ghostbusters är Wintson Zeddemore ingen forskare. I ett tidigare manus var det tänkt att Winston Zeddemore skulle vara en före detta major från USA:s flygvapen som sysslade med demolering.

## Andra medier

### Animerade serier
Winston Zeddemore medverkar i animerade TV-serien The Real Ghostbusters och i två delade avsnitten Back in the Saddle av Extreme Ghostbusters. Ernie Hudson gjorde röstprov men fick inte rollen som gick till Arsenio Hall.

### Datorspel
Figuren medverkar även i olika dataspel baserad på Ghostbusters i bland annat Ghostbusters: The Video Game från 2009 där även Ernie Hudsons gör rösten till rollfiguren liksom hans utseende förekommer. Figuren medverkar även i Ghostbusters: Spirits Unleashed från 2022.